# آناتولی ژابچنکو
آناتولی ژابچنکو (اوکراینی: Анато́лій Сергі́йович Жа́бченко؛ زادهٔ ۲۳ فوریهٔ ۱۹۷۹) بازیکن فوتبال اهل اوکراین است.
وی همچنین در تیم ملی فوتبال Ukraine U-16 بازی کرده‌است.